# Водность
Во́дность — количество воды, проносимое рекой с её бассейна за отрезок времени (месяц, сезон и так далее) по сравнению с нормой (средним значением) для данного периода.
Различают:
- малую водность (межень);
- среднюю водность;
- большую водность (половодья и паводки) или полноводность.

Водность реки иллюстрируется гидрографом стока.